# (2177) Oliver
(2177) Oliver est un astéroïde de la ceinture principale.

## Description
(2177) Oliver est un astéroïde de la ceinture principale. Il fut découvert le 24 septembre 1960 à l'Observatoire Palomar par Cornelis Johannes van Houten, Ingrid van Houten-Groeneveld et Tom Gehrels. Il présente une orbite caractérisée par un demi-grand axe de 3,19 UA, une excentricité de 0,10 et une inclinaison de 1,5° par rapport à l'écliptique.

## Compléments